# Johann Ignaz Clauseck
Johann Ignaz Clauseck war ein deutscher Musiker und Komponist.

## Leben
Über seine Herkunft ist nahezu nichts bekannt. Er wurde am 9. Januar 1755 in das Mainzer Hoforchester aufgenommen, in dem er Oboe und Flöte spielte. Der Kurmainzische Hof- und Staats-Kalender nennt ihn im Jahre 1760 zum letzten Mal. Angeblich ist er wegen des Todes seiner drei Kinder von Mainz weggezogen. Er war verheiratet mit Sabina Mainon.
Sein bekanntestes Werk ist eine Triosonate in G-Dur für zwei Flöten und Basso continuo.